# Andamanerne og Nicobarerne
Andamanerne og Nicobarerne (hindi: अण्डमान और निकोबार द्वीपसमूह) er et indisk unionsterritorium, bestående af øgrupperne Andamanerne og Nicobarerne i den Bengalske Bugt. Hovedstaden er Port Blair. Ved folketællingen i 2011 havde Andamanerne og Nicobarerne et folkeltal på 379.944.

## Geografi
Den sydlige øgruppe er Nicobarerne, som strækker sig ned mod den indonesiske ø Sumatras nordvestlige spids. Den nordlige øgruppe, Andamanerne, strækker sig mod Myanmar. Andamanerne og Nicobarerne er adskilte administrative distrikter i unionsterritoriet.
Den 26. december 2004 blev øerne ramt af tsunamier, som blev udløst af en række undersøiske jordskælv langs en linje fra vest for Sumatra til Andaman Øerne. Af flere årsager havde øerne et uforholdsmæssigt stort antal savnede/omkomne. Befolkningen, især på øen Katchal i Nicobarerne, kunne ikke varsles; ligesom befolkningen på øerne sydvest for Sumatra har de beholdt sit urfolk-præg, og infrastruktur i form af kommunikationsmuligheder var dårlig udbygget. Desuden ligger Nicobarerne så tæt på jordskælvcenteret, at tsunamibølgerne ramte dem, før advarslen kunne have været udstedt..

## Andamanerne
Uddybende artikel: Andamanerne
Andamanerne omfatter 204 øer. De vigtigste og største er, fra nord til syd, North Andaman, Middle Andaman, South Andaman med hovedstaden, og Little Andaman. Afstanden fra den nordligste lille ø i Andamaner-gruppen til den nærmeste lille burmesiske ø er bare 40 km.
Det dyrkes te, mango, brødfrugt og kokos på øerne. Turistindustrien er voksende.
Andamanerne havde i 2001 et folkeltal på 314 239.

## Nicobarerne
Uddybende artikel: Nicobarerne
Nicobarerne består af 22 øer. Den største er Great Nicobar. Befolkningen i øgruppen var i 2001, 42 026.
Nicobarerne ligger 150 km syd for Andamanerne og er 189 km fra den indonesiske ø Sumatra i sydøst. Andaman- og Nicobarøerne skiller Bengalske Bugt fra Andamanhavet i øst.